# Jan Villerius
Johannes „Jan“ Villerius (* 8. Februar 1939; † 7. Mai 2013) war ein niederländischer Fußballspieler, der für Sparta Rotterdam und ADO Den Haag in der Eredivisie aktiv war sowie einmal in der niederländischen Nationalmannschaft spielte. Mit Sparta wurde er 1959 Niederländischer Meister.

## Vereinskarriere
Villerius kam von Xerxes innerhalb Rotterdams zu Sparta, wo er am 21. Dezember 1958 im Auswärtsspiel bei Fortuna’54 debütierte. In der Meistersaison 1958/59 wurde er weitere viermal in der Eredivisie eingesetzt. Danach spielte der Mittelfeldakteur mit den Rotterdamern im Europapokal und stand in allen drei Viertelfinalspielen gegen die Glasgow Rangers in der Startformation. Nach drei Spielzeiten bei den „Spartanern“ wechselte er 1961 zu ADO nach Den Haag. Hier konnte der 22-Jährige sich gleich einen Stammplatz in der ersten Mannschaft erobern und machte in seiner ersten Saison 34 Spiele. Auf seinen ersten Torerfolg in der Ehrendivision musste Villerius bis zum 12. Januar 1964 warten. Zum 2:2-Unentschieden in Volendam trug er den Treffer zur zwischenzeitlichen 2:0-Führung der Gäste bei. Sein letztes von 243 Spielen in der Eredivisie (37 für Sparta, 206 für ADO) war die Partie gegen DWS Amsterdam am 8. Oktober 1967.

## Nationalmannschaft
Villerius kam am 14. Oktober 1962 zu seinem einzigen Einsatz in der Nederlands Elftal. Gegen Belgien im Antwerpener Bosuilstadion setzte ihn Bondscoach Elek Schwartz im Mittelfeld ein; die Niederlande verloren 0:2. In den folgenden Spielen – gegen die Schweiz und erneut gegen Belgien – musste er mit dem Platz auf der Ersatzbank vorliebnehmen, ehe er wieder aus dem Oranje-Kader gestrichen wurde.

## Nach der aktiven Zeit
Nach seiner aktiven Laufbahn war Villerius zeitweilig Trainer der Amateurmannschaft von der LVV De Postduiven in Rotterdam. Im März 2009 ehrte ihn sein ehemaliger Verein Sparta anlässlich des 50. Jahrestages der Meisterschaft.